# Simon Lucas
Simon Lucas war der erste Afrikareisende der African Association. Schon vier Tage nach der Gründung dieser Gesellschaft im Juni 1788 trat ihr Komitee an Simon Lucas heran, damit dieser in ihrem Auftrag Afrika erforsche. Lucas brach im August 1788 von England nach Tripolis auf. Dort kam er am 25. Oktober 1788 an. Er sprach Arabisch und lebte selbst für drei Jahre als Sklave im Dienste des Sultans Sidi Muhammad IV. und nach seiner Freilassung für weitere 16 Jahre als britischer Vize-Konsul in Marokko. Zum Zeitpunkt seines Engagements war er Dolmetscher für orientalische Sprachen bei der britischen Regierung. Von Tripolis brach er am 1. Februar 1789 zum 200 km östlich gelegenen Mesurata auf, von wo aus er weiter landeinwärts reisen wollte. Laut eigener Aussage musste er allerdings aufgrund von Unruhen und der Sommerhitze im Landesinnern auf dem Seeweg nach Tripolis umkehren, von wo er am 6. April 1789 nach England segelte. Friedrich Konrad Hornemann, ein späterer Reisender der Association, welcher genau diese Reise zur Sommerzeit unternommen hatte, schrieb 1799 aus Tripolis, wo er zu jener Zeit auch Lucas traf: „I don’t know if the Committee believes his excuses for returning to England, or if they give them so little credit as I do.“ (Sattin, 2003, S. 225). Am 26. Juli 1789 war er wieder in England. Seine recht erfolglose Reise dauerte demnach etwa zehn Monate.